# スモールソード

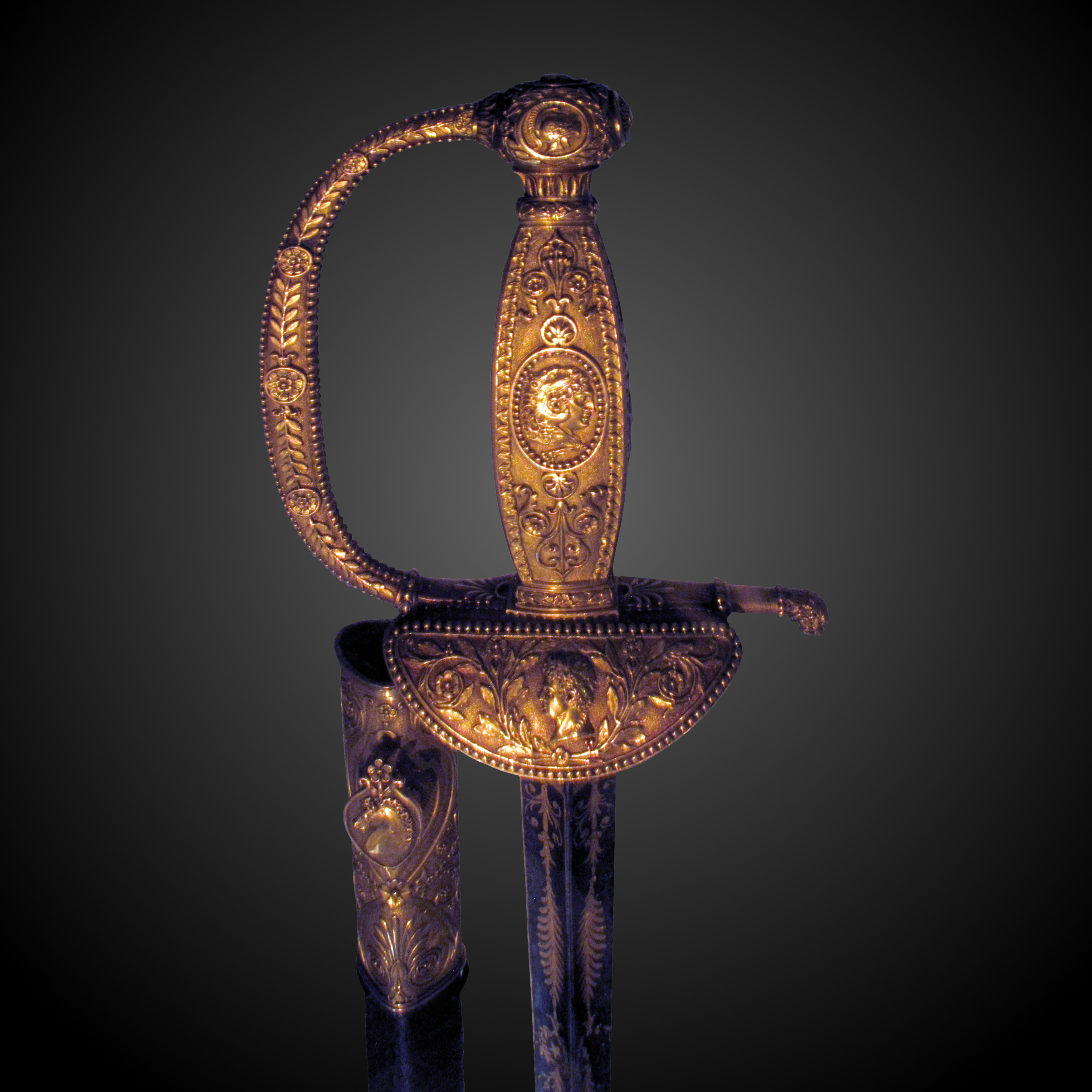
ナポレオンの剣。彼がアウステルリッツの戦いにおいて携えたこの剣は、その命を救った。

スモールソード（small sword または smallsword、court sword、ゲール語:claidheamh beag または claybeg、仏: épée de cour）は軽量で刺突に特化した片手用の剣で、後期ルネサンスの長く重いレイピアを起源とする。スモールソードが最も人気を博したのは17世紀半ばから18世紀にかけての事。フランスで生まれた後、ヨーロッパ全土に急速に広まったと考えられている。
スモールソードはリアンクール卿、ドメニコ・アンジェロ、J.オリバー卿、ラバット卿らの著書に代表されるように、フランス式の決闘用の剣術（そこからエペへと発達した）の直接の前身であり、その後フランスの古典的な剣術へと発展を遂げた。スモールソードは地位の象徴や装身具としても用いられ、18世紀の人々は己の見栄のため、文民軍人を問わず自らの紳士性を見せつけるために日常的に帯剣していた。
スモールソードは決闘用の武器としてとても有効であり、そこから銃剣を用いる技術体系へと発展した。これは第1近衛軽騎兵連隊の将校アルフレッド・フットンの銃剣を基本とする自己防衛術のもとになった。
軍事においてスモールソードは歩兵将校達のサイドアームとして使われ続けた。根強い伝統を持つ一部の部隊においてこの習慣は今日に至るまで続けられ、式典および礼装に限って使用され続けている。将校がスモールソードを帯剣して戦場へ赴くことは第一次世界大戦においても頻繁に見られ、第二次大戦時もいくらか見ることが出来た。1913年アメリカ陸軍の銃剣訓練教範 にはスモールソードを用いた防衛術が記されている。

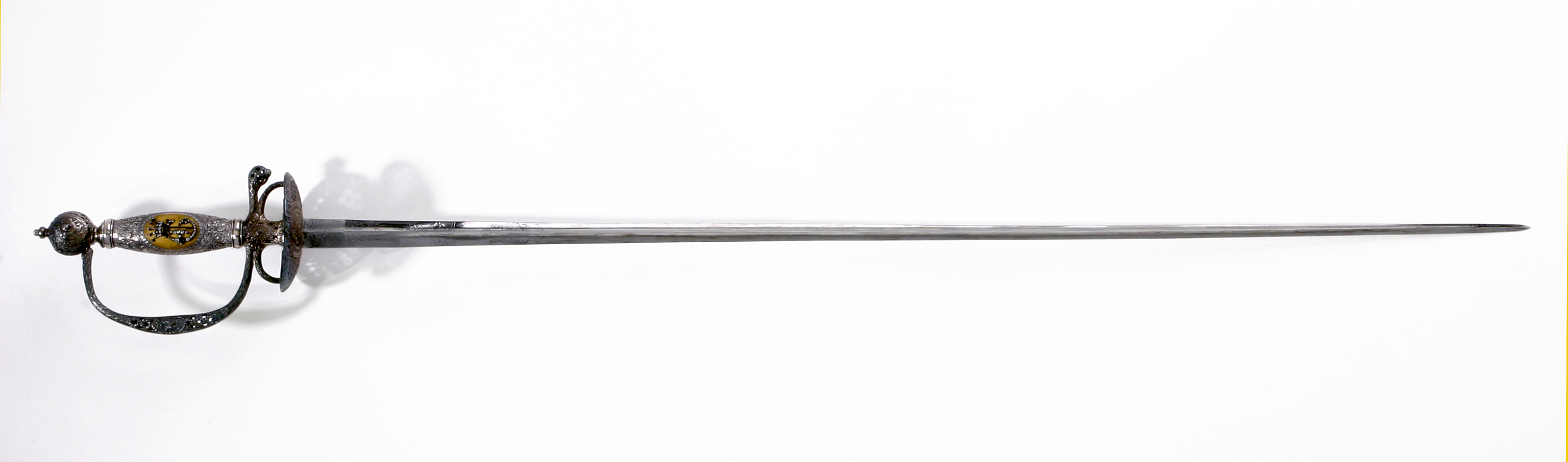
1760年のスモールソード、この種の剣における軽量な構造と刺突のための幅の狭い刀身といった特徴がみられる。

原則として、刀身の長さは60～85センチ（24～33インチ）と比較的短いが、90センチ（35インチ）を超えるものも存在した。刀身は、通常は切先を鋭くするために先細りの形となっている。斬りつけるための刃を持たないものもある。 一般的に断面の形状は三角形だが、早くに作られたものはレイピアのような旧来の武器が持っていた菱形或いは紡錘形状の断面を継承している。 三角形の断面を持つものは、軽量化のために断面が星型になるように削り込まれることもあった。17世紀から18世紀にかけてのものはコリシュマルド（英語: Colichemarde）の刀身を持つものが多い。

## 柄
スモールソードの鍔は一般的に"shell"と呼ばれる貝殻型が用いられ、時にはアサリの貝殻で装飾されていた。 この貝鍔はしばしばコキーユ（coquille：ホタテの貝殻）と言われる湾曲した楕円版に置き換えられた。 後のフォイル(フェンシング)（英語: Foil (fencing)）では貝鍔は"ルネット"（Lunette：眼鏡）と呼ばれる8の字のような形状へと発達し、円盤状の鍔は釣り鐘型の鍔となったがコキーユ型の特徴も残している。スモールソードの鍔は通常、クロスガードやリカッソ、ナックル・ボウなどのレイピアの柄が持つ特徴を含んでいる。

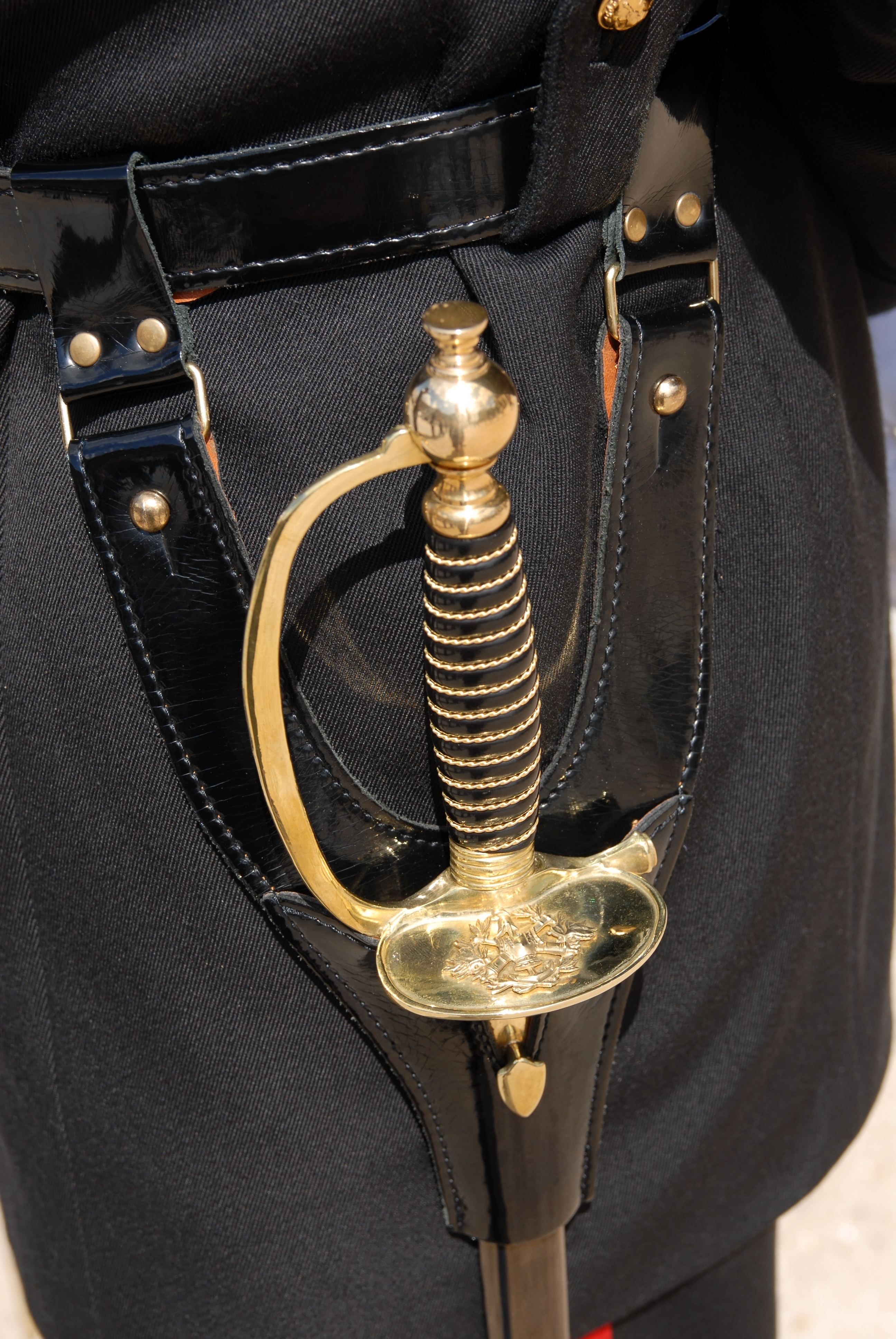
エコール・ポリテクニークの礼装で帯剣するスモールソードの柄。

19世紀にはシンプルなクロスガードのスモールソードも生産され、主として儀仗として用いられ古代の武器を彷彿とさせた。 例えばM1840下士官刀はアメリカ陸軍の冠婚葬祭に用いられた。

## 用法
スモールソードは決闘用の武器および、軍用 (近接戦闘用の武器というよりは、一定の階級を示す装身具としてのもの) として用いられた。スモールソードが最も広く普及したのは17世紀の半ばから18世紀末の間であり、「剣なくして着飾る紳士はいない」 (原ː"no gentleman was dressed without his sword")という18世紀中頃の慣用句にあるように、主に貴族たちのファッションとして流行していた。その後は20世紀半ばに至るまで決闘用の武器として用いられるに留まった。
実際の例として、ガストン・ドフェールとルネ・リビエールらが1967年4月21日にパリのヌイイにおいて行った決闘では、より大きく、重くしたエペに、柔軟でよくしなるエペの刀身 (今日においてもスポーツフェンシングで用いられる) の代わりにスモールソードの刀身を取り付けたものを用いた。また歩兵用のスモールソードの使用については1861年に米軍が発行した"The Militiaman's Manual"に記載がある。
現代におけるスモールソードは、宮廷服の一部として用いられることが多い。ドイツのハンブルク市ではライテンディーナー (独ːReitendiener) と呼ばれる、葬儀において死者の棺を墓地まで担いで運ぶ役職の者が着用する衣装の一部として、トラウアーデーゲン (独ːTrauerdegen、"哀悼の剣"の意) と呼ばれるスモールソードを今でも使用している。